# CompStat
CompStat o COMPSTAT (abreviatura de COMPare STATistics, que era el nombre del archivo informático del programa original) es una combinación de gestión, filosofía y herramientas de gestión organizativa para los departamentos de policía. Su nombre se debe al proceso de rendición de cuentas del Departamento de Policía de Nueva York y desde entonces ha sido implementado por muchos otros departamentos de policía, tanto en los Estados Unidos como en el extranjero.

## Características
Compstat ofrece un enfoque dinámico para la reducción de delitos, mejora de la calidad de vida y la gestión de personal y recursos, mediante el cual los ejecutivos del departamento de policía de alto rango identifican los picos en los delitos utilizando estadísticas comparativas y abordan esos picos a través del uso de la aplicación selectiva de la ley. Con este fin, Compstat incluye cuatro componentes generalmente reconocidos: información o inteligencia oportuna y precisa, rápido despliegue de recursos, tácticas efectivas y seguimiento implacable. Sin embargo, Compstat puede ser expandido y ajustado dependiendo de las necesidades específicas del departamento. Originalmente, fue modelado a partir de la teoría de las ventanas rotas, por la cual se abordaban los delitos menores con el fin de reducir los delitos mayores. Sin embargo, con el tiempo, su uso evolucionó hasta convertirse en un sistema en el que se midió la productividad y se responsabilizó a las personas por los picos de delincuencia. Las entidades comerciales comenzaron a producir paquetes llave en mano (incluyendo sistemas informáticos, software, dispositivos móviles y otros implementos) ensamblados bajo el título de CompStat. Por ejemplo, los sistemas de información geográfica permiten a los departamentos mapear el crimen u otros tipos de datos, para ayudar a identificar y resolver problemas en su área asignada.

## Orígenes
CompStat fue iniciado por Jack Maple cuando era oficial de Policía de Tránsito en Nueva York. El sistema se llamaba Gráficos del futuro y era simple: rastreaba el crimen a través de pasadores atrapados en los mapas.
El comandante original de la Unidad de Análisis de Crímenes de la Policía de Tránsito fue el Teniente Richard Vasconi. El Jefe de la Policía de Tránsito de la Ciudad de Nueva York William J. Bratton más tarde fue nombrado Comisionado de Policía por Rudolph Giuliani, y trajo las Gráficas del futuro de Maple con él. No sin esfuerzo, hizo que el Departamento de Policía de Nueva York la adoptara después de que fuera rebautizada como  'CompStat' , y se le atribuyó reducir el crimen en un 60%. [cita requerida] There era una reunión de CompStat cada mes, y era obligatorio para los oficiales de policía asistir. El año posterior a la adopción de CompStat, 1995, los asesinatos cayeron a 1.181. En 2003, hubo 596 asesinatos, el número más bajo desde 1964. [cita requerida]

## Informes semanales de crímenes
Cada semana, el personal de cada uno de los 77 precintos, nueve áreas de servicio de policía y 12 distritos de tránsito recopilan un resumen estadístico de las quejas, arrestos y actividades de citación de la semana, así como un informe escrito de casos significativos, patrones de crímenes y actividades policiales. Estos datos, con lugares y horarios específicos de crímenes y cumplimiento, se envían al jefe de la Unidad CompStat del departamento, donde la información se recopila y carga en una base de datos de toda la ciudad. [cita requerida]
La unidad ejecuta un análisis informático de los datos y genera un informe CompStat semanal. El informe captura las denuncias de delitos y la actividad de arresto en los distritos electorales, patrulleros y de toda la ciudad, presentando un resumen de estos y otros importantes indicadores de rendimiento. [cita requerida]
Los datos se presentan de una semana a la fecha, antes de los 28 días y del año hasta la fecha, con comparaciones con la actividad de años anteriores. Los comandantes de distrito y los miembros de la alta gerencia de la agencia pueden discernir fácilmente las tendencias delictivas emergentes y establecidas, así como las desviaciones y anomalías. Con el informe, el liderazgo del departamento puede hacer fácilmente comparaciones entre los comandos. Cada precinto también se clasifica en cada categoría de queja y arresto. [cita requerida]

## Responsabilidad
El programa CompStat involucra reuniones semanales de estrategias de control de delitos. Estas reuniones aumentan el flujo de información entre los ejecutivos de la agencia y los comandantes de las unidades operativas, con un énfasis particular en la delincuencia y la información sobre el cumplimiento de la calidad de vida. En la lengua vernácula del departamento, estos informes se conocen como reuniones CompStat ("estadísticas computarizadas"), ya que muchas de las discusiones se basan en el análisis estadísticas y mapas contenidos en los informes semanales de CompStat. . [cita requerida]
Estas reuniones y el intercambio de información que generan son una parte importante de la estrategia de gestión integral e interactiva de Bratton: mejorar la rendición de cuentas al proporcionar a los comandantes locales una considerable discreción y recursos. El programa también asegura que los comandantes de los distritos permanezcan al tanto del crimen y de las condiciones de calidad de vida dentro de sus áreas de responsabilidad. Reuniéndose con frecuencia y discutiendo las diez estrategias de delincuencia y calidad de vida del departamento, las iniciativas se implementan completamente en toda la agencia. [cita requerida]
El distrito electoral y otros comandantes de unidades operativas utilizan este foro para comunicarse con los principales ejecutivos de la agencia y otros comandantes, compartiendo los problemas que enfrentan y las tácticas exitosas de reducción de delitos. El proceso permite a los altos ejecutivos monitorear problemas y actividades dentro de recintos y unidades operativas, evaluando las habilidades y la efectividad de los mandos intermedios. Al mantenerse al tanto de las situaciones "sobre el terreno", los líderes departamentales pueden asignar correctamente los recursos para reducir de manera más efectiva la delincuencia y mejorar el desempeño de la policía. [cita requerida]
Es importante señalar que el informe semanal CompStat y las reuniones sobre estrategias delictivas no se centran simplemente en la aplicación de los siete crímenes principales que comprenden el FBI Uniform Crime Reports (UCR) Index , pero también captura datos sobre el número de incidentes de disparos y víctimas de disparos, así como arrestos con armas de fuego. La captura y la actividad de arresto también se capturan.

## Teoría de ventanas rotas
Al arrestar o emitir citaciones a personas que cometen infracciones menores y delitos contra la calidad de vida, como beber u orinar en público, mendigar, radios ruidosas, prostitución y conducta desordenada - se asegura de que esos comportamientos son disuadidos. Como se explica en la teoría de las ventanas rotas, se ha demostrado que la aplicación agresiva de todos los estatutos restablece el sentido del orden. Al capturar los datos de cumplimiento reflejados en la convocatoria y la actividad de arresto, el departamento puede medir mejor su rendimiento general.[cita requerida]

## Informes de perfil de comandante
La Unidad CompStat también desarrolla y prepara informes de perfil de comandante. Estos informes semanales ayudan a los ejecutivos a analizar el rendimiento de los comandantes en una variedad de variables de gestión importantes. Todos los perfiles proporcionan información sobre la fecha de nombramiento del comandante de la unidad y los años en el rango, la educación y la capacitación especializada que ha recibido, su calificación de evaluación de desempeño más reciente y las unidades que él o ella comandó previamente. [cita requerida]
Cada perfil también captura algunas estadísticas que no son delictivas: la cantidad de horas extras generadas por los miembros del comando, el número de accidentes de vehículos del departamento, las tasas de ausencia por enfermedad y lesiones en la línea de servicio, y el número de quejas civiles registradas contra miembros de la unidad. [cita requerida]
También se incluyen datos demográficos de la comunidad e información sobre el personal de la unidad. Con esta información, los ejecutivos pueden monitorear y evaluar cómo los comandantes motivan y administran sus recursos de personal y qué tan bien abordan las preocupaciones importantes de la administración. El perfil del comandante también actúa como una herramienta de motivación; los sujetos del perfil están familiarizados con los criterios utilizados para evaluarlos, y sus pares, lo que permite a los sujetos del informe monitorear y comparar su propio éxito en el cumplimiento de los objetivos de desempeño con los logros de los demás. [cita requerida]

## Reuniones sobre estrategias delictivas
Las Reuniones de Estrategia del Crimen se convocan dos veces por semana en el Centro de Comando y Control, una instalación de conferencias de alta tecnología en la Jefatura de Policía. A estas reuniones asisten todos los comandantes de Precintos, Áreas de Servicio de Policía, Distritos de Tránsito y otros comandantes de unidades operativas dentro de un determinado Distrito de Patrullas, incluidos los comandantes y / o supervisores de unidades de investigación especializadas y basadas en recintos. Dependiendo de sus estadísticas semanales de crímenes, cada comandante puede esperar ser llamado al azar para hacer su presentación de la Reunión de Estrategia del Crimen aproximadamente una vez al mes. [cita requerida]
También asisten representantes de las respectivas Fiscalías, personal de comando de la División de Seguridad Escolar del Departamento y una variedad de otras agencias externas involucradas en actividades policiales, los Comandantes de la Oficina de Tránsito y Vivienda cuyas jurisdicciones se encuentran dentro del distrito de patrulla, la Estrategia de Crimen Coordinadores de otros distritos de patrullas, personal de la Oficina de Asuntos Internos y oficiales de rango de una variedad de unidades de apoyo y auxiliares (como la Oficina Legal y la División de Sistemas de Información Administrativa) que no realizan funciones directas de cumplimiento. [cita requerida]
Esta configuración de participantes fomenta un enfoque de equipo para la resolución de problemas y garantiza que los problemas de delincuencia y calidad de vida identificados en la reunión se puedan debatir inmediatamente y abordar rápidamente a través del desarrollo y la implementación de soluciones creativas e integrales. Debido a que los que toman las decisiones están presentes en las reuniones y pueden comprometer sus recursos de inmediato, los obstáculos y las demoras que a menudo ocurren en las organizaciones burocráticas altamente estructuradas también tienden a minimizarse. [cita requerida]
Entre las capacidades de alta tecnología del Centro de Comando y Control se encuentra el "mapeo de pines" computarizado que muestra datos de crímenes, arrestos y calidad de vida en una variedad de formatos visuales que incluyen cuadros comparativos, gráficos y tablas. Mediante el uso de software de mapeo geográfico y otras tecnologías informáticas, por ejemplo, se puede acceder a la base de datos CompStat y se puede proyectar al instante un mapa de recinto que represente prácticamente cualquier combinación de lugares de detención y delincuencia, "puntos calientes" de delitos y otra información relevante. en las pantallas de proyección de video grandes del Centro. [cita requerida]
Los gráficos, cuadros y gráficos comparativos también se pueden proyectar simultáneamente. Estas presentaciones visuales son un adjunto útil y muy eficaz al Informe CompStat, ya que permite que los comandantes de distrito y los miembros del personal ejecutivo identifiquen y exploren instantáneamente tendencias y patrones, así como soluciones para problemas de delincuencia y calidad de vida. [cita requerida]
Durante su presentación, los miembros del personal ejecutivo frecuentemente preguntan a los comandantes que indagan sobre el delito y la actividad de arresto, así como sobre casos específicos e iniciativas que han emprendido para reducir la delincuencia y hacer cumplir los delitos contra la calidad de vida. Se espera que los comandantes demuestren un conocimiento detallado de los problemas de delincuencia y calidad de vida existentes dentro de sus órdenes y que desarrollen tácticas innovadoras y flexibles para abordarlos. [cita requerida]
Como se indicó anteriormente, las reuniones semanales de COMPSTAT no son más que una faceta del sistema integral del Departamento por medio del cual se monitorea y se utiliza para evaluar el desempeño del Departamento. También hay reuniones informativas previas a COMPSTAT convocadas a nivel del distrito de patrullas locales, reuniones del Equipo de Administración del Recinto Electoral en cada precinto y proyectos de evaluación de estrategia realizados por los miembros de mayor rango del departamento. Además, el Comisionado de Policía se reúne semanalmente con el alcalde de la Ciudad de Nueva York para informarles sobre las actividades y el rendimiento del departamento. [cita requerida]
El Comisionado de Policía también proporciona al Alcalde un informe formal que captura gran parte de los datos contenidos en el Informe CompStat. Finalmente, una gran parte de los datos de CompStat y otros índices de desempeño se brindan al público a través de su inclusión en el Informe de Gestión del Alcalde. Este Informe y el informe preliminar emitido cuatro meses después del año fiscal proporcionan datos comparativos detallados sobre el desempeño de cada agencia de alcaldías dentro del gobierno de la ciudad. El proceso permite al personal de todos los niveles monitorear y evaluar la efectividad de sus esfuerzos y redirigir esos esfuerzos cuando sea necesario. [cita requerida]

## Tecnología
Debido a que a menudo se basa en herramientas de software subyacentes, CompStat a veces se ha confundido para un programa de software en sí mismo. Este es un concepto erróneo fundamental. Sin embargo, CompStat a menudo incorpora sistemas de mapeo delictivo y un sistema de recolección comercial [o desarrollado internamente] [de la base de datos]. En algunos casos, los departamentos de policía han comenzado a ofrecer información al público a través de sus propios sitios web. En otros casos, los departamentos de policía pueden crear su propio feed XML o utilizar un tercero para mostrar datos en un mapa. El más grande de estos es CrimeReports.com, utilizado por miles de agencias en todo el país. [cita requerida]

## Críticas
Algunos, como el economista Steven Levitt, de la Universidad de Chicago , argumenta que los efectos reductores de la delincuencia de Compstat son menores.
La introducción de Compstat necesitó:
- La capacitación y el despliegue de unos 5.000 nuevos agentes de policía con mejor educación.
- La integración de la policía de vivienda y tránsito de Nueva York en el Departamento de Policía de Nueva York.
- La toma de decisiones de la policía se transfiere al nivel de precinto.
- La eliminación de un retraso de 50,000 garantías sin servicio.
- Campaña robusta de "tolerancia cero" contra el crimen menor y el comportamiento antisocial bajo el alcalde Giuliani y Comisionado de Policía Bill Bratton.
- Eliminación generalizada de grafiti.
- Programas que trasladaron a más de 500,000 personas a trabajos del bienestar en un momento de 1990 auge económico de los Estados Unidos.
- Vouchers de vivienda para permitir a las familias pobres mudarse a mejores vecindarios.
- Gentrificación, el desplazamiento de personas de menores ingresos es más probable que cometan delitos de comunidades gentrificadas o aburguesadas.
- Los cambios demográficos, incluida una generación planteada en los sistemas de bienestar social, comenzaron en los años setenta y ochenta.
- Fin de la epidemia de crack y un cambio a una economía de drogas basada en marihuana con una base de consumidores más grande y menos competencia.
- Avances en medicina de emergencia que permiten que más víctimas sobrevivan.
- Una mayor reducción en los contaminantes de plomo en el medio ambiente.

Otra crítica del programa Compstat es que puede desalentar a los oficiales de tomar informes de crímenes con el fin de crear una apariencia falsa de una reducción de problemas comunitarios. Según el periodista Radley Balko ], "algunos informes recientes de la ciudad de Nueva York sugieren que el programa necesita algunos ajustes para protegerse contra los peligros gemelos del acoso policial innecesario y el subregistro de delitos graves". Una encuesta anónima de "cientos de altos funcionarios de policía retirados. . . descubrieron que la tremenda presión para reducir el crimen, año tras año, llevó a algunos supervisores y comandantes de distrito a distorsionar las estadísticas delictivas ".
Del mismo modo, los crímenes pueden ser informados pero minimizados como menos significativos, para manipular las estadísticas. Como ilustración, antes de que un departamento comience a utilizar CompStat, podría enumerar 100 asaltos como agravados y 500 como asalto simple. Si hubiera un patrón similar de actividad criminal subyacente el próximo año, pero en cambio 550 ataques se enumeran en CompStat como simples y 50 como agravados, el sistema informaría que se ha progresado reduciendo los delitos mayores cuando, de hecho, la única diferencia está en cómo se informan.
La manipulación de los datos de los informes también puede afectar negativamente el desembolso personal y financiero; las comunidades cuyas mejoras (en papel) muestran que necesitan menos recursos podrían perder esos recursos, y aún enfrentar la misma cantidad de crímenes reales en las calles.
Muchos de estos efectos negativos en las posibles debilidades del sistema COMPSTAT se explicaron en HBO 's The Wire, como parte de un tema general de disfunción sistémica en las instituciones.  De hecho, uno de los temas centrales de la aclamada serie de HBO fue la presión política sobre la policía que luego se aplicó a los mandos intermedios del departamento, para generar estadísticas truncadas sobre cómo reducir el crimen y aumentar las detenciones.
El tema se publicitó aún más en el año 2010 cuando el oficial del Departamento de Policía de Nueva York, Adrián Schoolcraft, publicó grabaciones de sus superiores instándole a manipular datos.

## TrafficStat
El TrafficStat de Nueva York se modeló a partir de CompStat inicial. TrafficStat rastrea accidentes de vehículos, ciclistas y peatones. 

## En cultura popular
- El uso de estadísticas criminales para responsabilizar a los miembros individuales (del ficticio) Departamento de Policía del Metro de Miami y la presión resultante sobre esos individuos, se muestra repetidamente en la serie de TV de Showtime Dexter, con Thomas Matthews, María LaGuerta, y (a partir de la temporada 6) el teniente Debra Morgan en la línea, en varias ocasiones.
- En la serie de TV de CBS The District, inspirada en la experiencia de la vida real del ex comisionado adjunto de Nueva York Jack Maple, empleadora de estadísticas Ella Mae Farmer (interpretada por Lynne Thigpen)][9] demostró ser un experto en el uso del sistema, que resultó invaluable para el éxito del jefe de policía de Washington D. C. Jack Mannion y para el departamento, y que contribuyó a su promoción desde una posición oscura ubicada en un -of-the-way office al Director de Servicios Administrativos.
- El sistema se muestra en uso en Baltimore, MD en  The Wire  en HBO, aunque en el programa es denominado "ComStat". (El sistema de la vida real de Baltimore se llama Citistat.)[10]

## Canadá
- Policía Regional de Halifax
- Departamento de Policía de Vancouver

## Estados Unidos
- Austin, TX[11]

- Baltimore, MD, donde el sistema se llama Citistat. En 2007, el entonces Gobernador de Maryland Martin O'Malley implementó Maryland StateStat, el primer sistema de gestión del rendimiento a nivel estatal basado en Compstat.

- Los Ángeles, CA

- Nashville, TN
- New Haven, CT
- Oakland, CA

- Philadelphia, PA

- San Francisco, CA

- San Juan, Puerto Rico
- Washington D. C.
- Detroit, MI

## Lectura adicional
- Schoolcraft, Adrian (28 de septiembre de 2013). « This American Life  entrevista». Public Radio International.
- Crime and Restoring Order: Lo que América puede aprender de los mejores de Nueva York por William J. Bratton
- The Growth of Compstat in American Policing Por David Weisburd, Stephen D. Mastrofski, Rosann Greenspan y James J. Willis
- Compstat and Organizational Change en el Departamento de Policía de Lowell
- Entendiendo Steven Levitt por qué el crimen cayó en la década de 1990: cuatro factores que explican el declive y seis que no
- The Trouble With Compstat
- Informe de la Fundación Ford: "Mapeo del crimen en Filadelfia" Invierno 2001
- COMPSTAT Y CITISTAT: ¿DEBERÍA WORCESTER ADOPTAR ESTAS TÉCNICAS DE GESTIÓN?
- Informes y mapeo del análisis del delito para pequeñas agencias: un enfoque simplificado y de bajo costo
- New York City TrafficStat